# Luftwaffengruppenkommando 1
Das Luftwaffengruppenkommando 1 war eine höhere Kommandobehörde der Luftwaffe der Wehrmacht vor dem Zweiten Weltkrieg.

## Geschichte
Das Luftwaffengruppenkommando 1 entstand am 4. Februar 1938 in Berlin aus der Zusammenlegung der bisherigen Luftkreiskommandos 2 und 3. Am 1. Februar 1939 erfolgte die Umbenennung in Luftflotte 1. Einziger Befehlshaber während dieser Zeit war General der Flieger Albert Kesselring, während Oberst Wilhelm Speidel seit dem 1. Juli 1938 das Amt des Chef des Stabes bekleidete.